# 特特爾萊克鎮區 (明尼蘇達州貝爾特拉米縣)
特特爾萊克鎮區（英語：Turtle Lake Township）是位於美國明尼蘇達州貝爾特拉米縣的一個行政鎮區。

## 地方資料
特特爾萊克鎮區的面積為93.70平方千米，當中陸地面積為74.60平方千米，而水域面積為19.10平方千米。根據2020年美國人口普查的數據，當地共有人口1299人，而人口密度為每平方千米13.86人。